# Визовая политика Эритреи

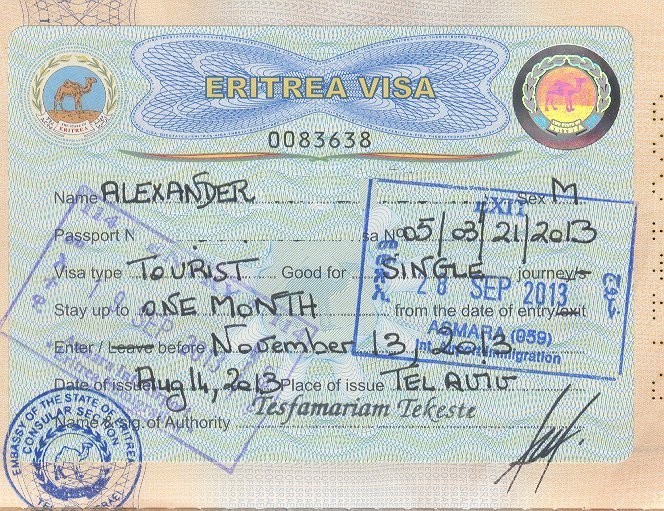
Эритрейская туристическая виза, выданная в Израиле

Визовая политика Эритреи состоит из требований, предъявляемых к иностранным гражданам для поездок в Эритрею, въезда в данную страну и пребывания в ней. В соответствии с законодательством, посетители Эритреи должны получить визу в одной из дипломатических миссий Эритреи, если они не являются гражданами стран, либо имеющих право на получение визы по прибытии, либо освобождённых от виз. Уганда и Кения являются единственными странами, граждане которой могут посещать Эритрею без визы.

## Карта визовой политики

Визовая политика Эритреи
Эритрея
Безвизовый въезд
Виза по прибытии
Требуется получение визы

## Освобождение от визы
Визу по прибытии в Эритрею на срок до 30 дней могут получить граждане следующих стран:
- Судан
- Эфиопия

Владельцы дипломатических и служебных паспортов Китая освобождаются от эритрейской визы на 60 дней.
Обладатели предварительного разрешения на получение эритрейской визы могут получить визу по прибытии, при условии, что спонсор Эритреи отправит запрос в Иммиграционное управление Эритреи за 48 часов до прибытия. Виза также не требуется для несовершеннолетних в возрасте до 18 лет, если их сопровождают родители, имеющие национальное удостоверение личности, выданное Эритреей.